# Pachydactylus oreophilus
Pachydactylus oreophilus là một loài thằn lằn trong họ Gekkonidae. Loài này được Mclachlan & Spence mô tả khoa học đầu tiên năm 1967.